# マルセロ・レベロ・デ・ソウザ
マルセロ・ヌノ・ドゥアルテ・レベロ・デ・ソウザ（ポルトガル語: Marcelo Nuno Duarte Rebelo de Sousa、ポルトガル語発音: [mɐɾˈsɛlu ˈnunu ˈdwaɾtɨ ʁɨˈbelu dɨ ˈsozɐ] マルセール・ヌーヌ・ドゥアールティ・リベール・ディ・ソーザ、1948年12月12日 - ）は、ポルトガルの政治家。2016年3月9日から、同国の大統領を務める。かつては閣僚や国会議員を歴任し、また法学教授、ジャーナリスト、政治アナリスト、政治評論家でもあった。

## 経歴
バルタザール・レベロ・デ・ソウザとマリア・ダス・ネーヴェス・フェルナンデス・ドゥアルテ夫妻の長男として、リスボンに生まれる。名前は代父を務めたマルセロ・カエターノに由来する。
リスボン大学の法学部で行政法を専攻し、修士号と博士号を取得した。その後も同大学で法律を講義した。
エスタド・ノヴォ体制下で弁護士となり、のちにジャーナリストに転身した。社会民主党に入党後、国会議員となり、1976年のポルトガル憲法の起草に携わった。その後、フランシスコ・ピント・バルセマン首相の側近に上りつめ、ピント・バルセマンが所有する新聞「エスプレッソ」紙の共同創刊者、取締役、理事も務めた。また、市民団体「セデス」の発起人や「セマナリオ」紙の創刊者兼理事長でもあった。TSFのラジオ番組では、大物政治家に0から20までの点数で評価を下す、政治アナリストやコメンテーターとしての活動をはじめた。
1989年にはリスボン市長に立候補したが、ジョルジェ・サンパイオに敗れた。しかし、市議会議員には当選した。選挙運動でレベロ・デ・ソウザは、一部の人々が「タグス川は汚染されている」と主張しているのは間違いであることを証明するため、その川に飛び込んだ。
1996年3月31日から1999年5月27日（代表選の数週間前、レベロ・デ・ソウザは「たとえキリストが降誕しても」代表選に立候補することはないと宣言した）まで、レベロ・デ・ソウザは社会民主党代表を務めた。その間の1998年には民主社会中道・人民党と提携し、民主同盟という中道右派の連合を結成した。その一方で、欧州人民党・欧州民主主義グループ（現在の欧州人民党グループ）の副代表にも就任した。人民党のパウロ・ポルタス代表は週刊紙「オ・インデペンデンテ」の取締役としてアニーバル・カヴァコ・シルヴァ政権を攻撃していたため、ほとんどの党員はこの連合を喜ばなかった。地方政界においても、カスカイスやセロリコ・デ・バストの市長を務めた。
レベロ・デ・ソウザは民間放送局のTVIや公共放送局のRTPで、政治分析番組を持っていた。そこでは彼は「今日もっとも思慮分別を備え、かつ先見の明のある政治アナリスト」と紹介されていた。レベロ・デ・ソウザの評論は政治からスポーツまで多岐にわたり、新刊本の紹介や評論を行うこともあった。しかし、ときにはそうした評論のいくつかが個人攻撃や政治的な攻撃であるとされ、論議を呼ぶこともあった。
特に、ペドロ・サンタナ・ロペスは頻繁にレベロ・デ・ソウザから攻撃された。レベロ・デ・ソウザは彼を「好戦的で、棍棒を持っているようであり、怒りっぽい」と形容し、「共和国大統領としての資質に欠ける」と非難した。レベロ・デ・ソウザのロペスに対する敵意は、ロペスの首相就任後も続き、彼に関する評論は「彼は最悪のグテーレスよりもひどい」とか「グテーレスがまだマシにみえる」という言葉で締めくくられるのが常であった。
この間、レベロ・デ・ソウザは大統領から国家評議会（内閣とは別に設置される、大統領の諮問機関）委員に任命された。また、2007年の人工妊娠中絶に関する国民投票では、プロライフ派の代表的な人物となった。
2016年1月24日、レベロ・デ・ソウザは大統領選挙の第一回投票でポルトガルの大統領に当選した。彼は無所属で立候補し、穏健路線や党派間の合意を訴えていた。選挙期間中には政治的な分裂を修復し、ポルトガルが欧州連合 (EU) から財政支援を受けていた2011年から2014年までの苦難を克服すると約束した。前任者のアニーバル・カヴァコ・シルヴァとは異なり、レベロ・デ・ソウザはそれまで一度も国のトップの地位に就いたことがなかった。2021年1月24日の大統領選挙では第一回投票で得票率60.7％を獲得し再選。

## 栄典
ポルトガルの勲章
- ポルトガル名誉勲章授勲者（2016年 - ）
- エンリケ航海王子勲章大十字（2005年6月9日）[7]
- サンティアゴ・ダ・エスパーダ軍事勲章司令官（1994年6月9日）[7]

外国の勲章
- ピウス9世勲章頸飾（2016年7月7日、 バチカン ローマ教皇庁から）[8]

## 人物
1972年7月27日、レベロ・デ・ソウザはエヴォラのサンベント・ド・マト教区でアナ・クリスティーナ・ダ・ガマ・カエイロ・ダ・モタ・ヴェイガと結婚した。彼女は1950年6月4日に、アントニオ・ダ・モタ・ヴェイガとマリア・エミーリア・ダ・ガマ・カエイロの娘としてリスボンのサントソ・ヴェリョ教区で生まれた。二人のあいだには
- ヌノ・ダ・モタ・ヴェイガ・レベロ・デ・ソウザ（1973年8月8日、リスボンのサンセバスチャン・ダ・ペドレイラ生まれ）
- ソフィア・ダ・モタ・ヴェイガ・レベロ・デ・ソウザ（1976年9月27日、リスボンのサンセバスチャン・ダ・ペドレイラ生まれ）

の二児が生まれたが、1980年に二人は別居した。しかし、レベロ・デ・ソウザの宗教的な信念から、離婚することはなかった。レベロ・デ・ソウザは1980年代に、もとの教え子でリスボン大学法学部の同僚となっていた人物と交際をはじめたが、今日にいたるまで同棲には発展していない。
レベロ・デ・ソウザ本人の言によると、毎日4時間から5時間しか眠らず、一日に2冊の本を読破する。サーフィンの熱心な愛好家で、カスカイスのギンチョ海岸でサーフィンを行う。

## 外国訪問

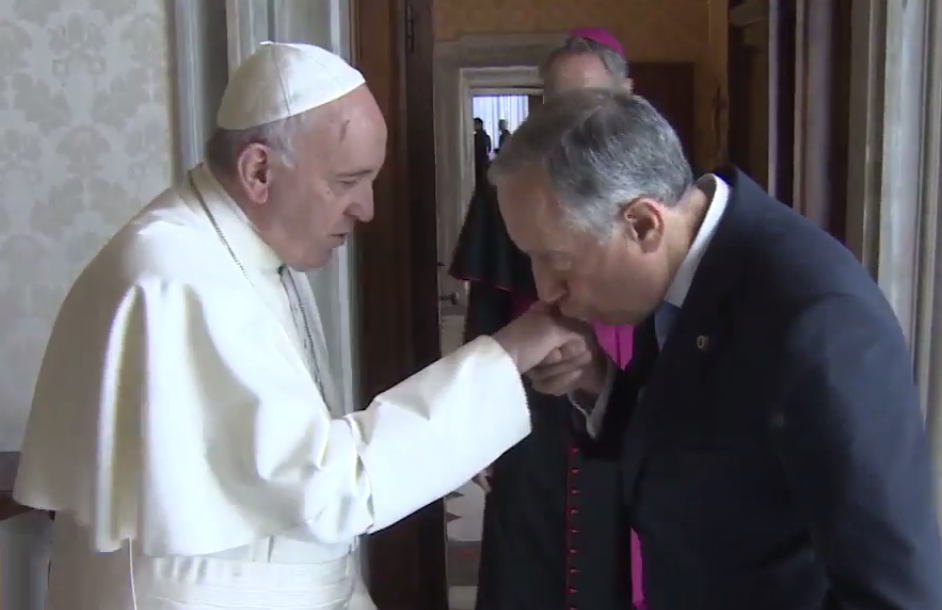
ローマ教皇フランシスコ（左）と（2016年3月、バチカン）

レベロ・デ・ソウザはポルトガルの大統領として、バチカン、スペイン、モザンビークとモロッコを訪問している。最初の訪問国となったバチカンでは、ローマ教皇のフランシスコやピエトロ・パロリン国務長官と会談した。